# Huique (comuna)
Huique fue una de las comunas que integró el antiguo departamento de Caupolicán.
En 1907, de acuerdo al censo de ese año, la comuna tenía una población de 2818 habitantes. Su territorio fue organizado por decreto del 25 de abril de 1901, a partir del territorio de la subdelegación homónima.

## Historia
La comuna fue creada por decreto supremo del 25 de abril de 1901, con el territorio de la subdelegación homónima.
El Decreto con Fuerza de Ley N.º 8.583 del 30 de diciembre de 1927 redistribuye, entre otros, el territorio del departamento de Caupolicán y Santa Cruz. El territorio de esta comuna pasa al departamento de Santa Cruz y su territorio es fusionado con la comuna-subdelegación de Palmilla.